# Bonnevaux (Gard)
Bonnevaux – miejscowość i gmina we Francji, w regionie Oksytania, w departamencie Gard.
Według danych na rok 1990 gminę zamieszkiwało 61 osób, a gęstość zaludnienia wynosiła 7 osób/km² (wśród 1545 gmin Langwedocji-Roussillon Bonnevaux plasuje się na 840. miejscu pod względem liczby ludności, natomiast pod względem powierzchni na miejscu 818.).